# Grewia
Grewia  o arsis es un género de fanerógamas con 573 especies perteneciente a la familia Malvaceae. Es originario de Sudamérica, Asia, África tropical y Madagascar. 

## Taxonomía
El género fue descrito por Carlos Linneo y publicado en Species Plantarum  964, en el año 1753. Fue nombrado por Linneo en honor de Nehemiah Grew (1641-1712) médico y botánico británico. La especie tipo es Grewia occidentalis L.

## Especies seleccionadas
- Grewia abutifolia (= G. sclerophylla Roxb. ex G. Don, Sterculia tiliacea Leveille)
- Grewia aldabrensis
- Grewia asiatica – Falsa
- Grewia avellana Hiern. (= G. calycina N.E.Br., G. hydrophila K.Schum., G. perennans K.Schum.)
- Grewia bicolor Juss. (= G. disticha Dinter & Burret, G. grisea, G. kwebensis N.E.Br., G. miniata Mast. ex Hiern., G. mossambicensis)
- Grewia biloba G.Don – (= G. biloba var. glabrescens (Benth.) Rehder, G. glabrescens Benth., G. parviflora var. glabrescens (Benth.) Rehder & E.H.Wilson)
  - Grewia biloba var. microphylla (Maxim) Hand.-Mazz. (= G. parviflora var. microphylla Maxim.)
  - Grewia biloba var. parviflora (Bunge) Hand.-Mazz. (= G. chanetii H.Lév., G.  parviflora Bunge, G. parviflora var. velutina Pampanini)
- Grewia bilocularis
- Grewia caffra Meisn. (= G. fruticetorum J.R.Drummond ex Baker f.)
- Grewia calymmatosepala K.Schum.
- Grewia celtidifolia Juss. (= G. asiatica var. celtidifolia (Jussieu) L.F.Gagnepain, G. simaoensis Y.Y.Qian, G. yunnanensis H.T.Chang)
- Grewia ciclea
- Grewia crenata (J.R.Forst.) Schinz & Guillaumin (= G. malococca, G. persicaefolia, G. prunifolia, Mallococca crenata) – au‘ere (Cook Islands), fau ui (Samoa), fo ui (Tonga)
- Grewia damine Gaertn. (= G. salviifolia B.Heyne ex Roth)
- Grewia eriocarpa Juss. (= G. boehmeriifolia Kanehira & Sasaki, G. elastica Royle, G. lantsangensis Hu)
- Grewia flava DC. (= G. cana Sond., G. hermannioides Harv.)
- Grewia flavescens Juss. (= G. flavescens var. longipedunculata Burret)
- Grewia glabra Blume – sometimes included in G. multiflora
- Grewia goetzeana
- Grewia hexamita Burret (= G. messinica Burtt Davy & Greenway, G. schweickerdtii Burret)
- Grewia hirsuta Vahl.
- Grewia hornbyi Wild
- Grewia inaequilatera Garcke
- Grewia lasiocarpa E.Mey. ex Harv.
- Grewia limae
- Grewia microthyrsa K.Schum. ex Burret
- Grewia milleri
- Grewia mollis Juss.
- Grewia monticola Sond. (= G. cordata N.E.Br., G. discolor, N.E.Br.)
- Grewia multiflora Juss. (= G. didyma Roxb. ex G.Don, G. disperma Rottler, G. guazumifolia Juss., G. jinghongensis Y.Y.Qian, G. oblongifolia Blume, G. serrulata DC.)
- Grewia occidentalis L. – Crossberry
- Grewia olukondae Schinz. (= G. flavescens var. olukondae (Schinz) Wild)
- Grewia optiva J.R.Drumm. ex Burret (= G. oppositifolia Buch.-Ham. ex D.Don)
- Grewia oxyphylla Burret (= G. orientalis L.)
- Grewia pachycalyx K.Schum.
- Grewia retinervis Burret (= G. deserticola Ulbr.)
- Grewia retusifolia Kurz
- Grewia salicifolia
- Grewia schinzii K.Schum. (= G. velutinissima Dunkley)
- Grewia similis K.Schum.
- Grewia stolzii Ulbr.
- Grewia sulcata Mast.
- Grewia tenax (Forssk.) (= Chadara tenax Forssk., G. populifolia Vahl)
- Grewia tiliifolia Vahl (= G. rotunda C.Y.Wu, G. tiliaefolia (lapsus), Tilia rotunda C.Y.Wu & H.T.Chang)
- Grewia transzambesica
- Grewia turbinata
- Grewia villosa